# Gueutteville-les-Grès
Gueutteville-les-Grès is een gemeente in het Franse departement Seine-Maritime (regio Normandië) en telt 302 inwoners (1999). De plaats maakt deel uit van het arrondissement Dieppe.

## Geografie
De oppervlakte van Gueutteville-les-Grès bedraagt 4,4 km², de bevolkingsdichtheid is 68,6 inwoners per km².
De onderstaande kaart toont de ligging van Gueutteville-les-Grès met de belangrijkste infrastructuur en aangrenzende gemeenten.

## Demografie
Onderstaande figuur toont het verloop van het inwonertal (bron: INSEE-tellingen).

1. ↑  Populations de référence 2022.